# Jolanda
Jolanda (hiszp. Yolanda Luján) – telenowela argentyńska z 1984 roku produkcji Crustel S.A. Reżyserem jest Gilberto Macin a scenarzystą Angel Valdes Iturralde. Telenowela składała się z 135 odcinków, trwających ok. 45 minut.

## Wersja polska
W polskiej telewizji emitowała ją stacja Polonia 1. Lektorem był Jerzy Rosołowski.

## Fabuła[3]
Główna bohaterka telenoweli Jolanda jest biedną dziewczyną. Ma ciężko chorego, umierającego ojca. Pracuje w bogatej, arystokratycznej rodzinie. Gonzalo, starszy syn jej pracodawców jest uwodzicielem kobiet i próbuje ją uwieść i wykorzystać. Jolanda zakochuje się w Juanie Carlosie, młodszym synu państwa.

## Obsada[4]
- Verónica Castro - Yolanda Luján (główna bohaterka)
- Víctor Laplace - Juan Carlos Hidalgo del Castillo (ukochany Jolandy)
- Irma Córdoba - Sara Sotomayor (babcia Juana)
- Orlando Carrio - Doctor Damian
- Joaquin Piñón - Romualdo
- Enrique Kossi - Ignacio Hidalgo del Castillo (ojciec Juana)
- Vicky Olivares - Silvia Mijares (narzeczona Juana)
- Tony Villas - Sergio Larrazabal (przyjaciel Jolandy)
- Nelly Meden - Cocó
- Constanza Maral - Mara Benavídez
- Carlos La Rosa - Francisco Zaldívar
- Ana Maria Caso - Isabel Cabrales
- Ines Moreno - Olivia Borges
- Fernanda Nucci - Bianca
- Virginia Faiad - Diana Valdivia
- Manuel Callau - Roberto Betancur
- Rodolfo Machado - Javier Valdivia
- María Maristani - Matilde (służąca)
- Luis Davila - Anibal
- Amadeo Ronco
- Alejandra Chavez

## Nagrody
Victor Laplace i scenarzysta Angel Valdes Iturralde zdobyli nagrodę Martin Fierro. Verónica Castro była nominowana do tej nagrody.